# NGC 1744
NGC 1744 ist eine leuchtschwache Balken-Spiralgalaxie vom Hubble-Typ SBcd im Sternbild Hase südlich des Himmelsäquators. Sie ist schätzungsweise 27 Millionen Lichtjahre von der Milchstraße entfernt und hat einen Durchmesser von etwa 70.000 Lichtjahren.
Das Objekt wurde von John Herschel 1835 mit einem 18,7-Zoll-Newton-Reflektor entdeckt und wurde später von Dreyer in den New General Catalogue aufgenommen.